# Symphonie no 34 de Mozart
Pour les articles homonymes, voir Symphonie no 34.
La Symphonie no 34 en ut majeur, KV 338, de Wolfgang Amadeus Mozart fut composée au mois d'août 1780 (la date finale de la partition est le 29 août 1780), alors que le compositeur était âgé de 24 ans.

## Historique
La symphonie est la dernière des symphonies composées à Salzbourg. Après sa rupture avec l'archevêque, Mozart a quitté la ville pour s'installer à Vienne le 16 mars 1781. La symphonie, contrairement à l'habitude de Mozart, ne comporte que trois mouvements. Un menuet avait bien été composé (achevé ou commencé ?) juste après le premier mouvement, mais les pages en ont été arrachées et les 14 mesures sur la page restante barrées, sans qu'on sache bien si cela exprime une volonté de Mozart de laisser la symphonie avec trois mouvements. Il a été avancé qu'un menuet plus tardif (KV 409, de 1782) fut composé par Mozart pour cette symphonie, mais rien ne prouve cette hypothèse ; aussi n'est-il que rarement joué et enregistré, en tant que troisième mouvement. Des tentatives de reconstruction du menuet original comme troisième mouvement ont été faites, mais la symphonie est le plus souvent jouée avec ses trois mouvements originels :

## Instrumentation
| Instrumentation de la symphonie no 34                                |
| Cordes                                                               |
| premiers violons, seconds violons, altos, violoncelles, contrebasses |
| Bois                                                                 |
| 2 hautbois(1), 2 bassons(2)                                          |
| Cuivres                                                              |
| 2 cors en ut(1), 2 trompettes en ut(1)                               |
| Percussions                                                          |
| timbales (en ut et sol)(1)                                           |

(1) Ces instruments sont absents du deuxième mouvement.

(2) Les bassons doublent les violoncelles et les contrebasses dans le deuxième mouvement.

## Structure
La symphonie comprend 3 mouvements :
1. Allegro vivace, en ut majeur, à , 264 mesures
2. Andante di molto (più tosto Allegretto), en fa majeur, à 
, 174 mesures
3. Finale: Allegro vivace, en ut majeur, à 
, 304 mesures

Durée : environ 21 minutes

Introduction de l'Allegro vivace
La lecture audio n'est pas prise en charge dans votre navigateur. Vous pouvez télécharger le fichier audio.
Introduction de l'Andante di molto più tosto Allegretto
La lecture audio n'est pas prise en charge dans votre navigateur. Vous pouvez télécharger le fichier audio.
Introduction de l'Allegro vivace
La lecture audio n'est pas prise en charge dans votre navigateur. Vous pouvez télécharger le fichier audio.